# 潮谷義子
潮谷 義子（しおたに よしこ、1939年4月5日 - ）は、日本の政治家。元熊本県知事（公選第15・16代）。
同じ2000年に大阪府知事に初当選した太田房江に続く日本で2人目の女性知事として知られた。日本福音ルーテル教会熊本教会会員でもあり、知事選告示日には出陣式を兼ねて当選祈願礼拝が行なわれた。
佐賀県出身。佐賀県立佐賀高等学校（現佐賀西高校・佐賀北高校・佐賀東高校）、日本社会事業大学社会福祉学部卒業。

## 来歴・人物
佐賀県、大分県で社会福祉主事を務め、その後熊本県の慈愛園乳児ホームの園長を務める。
1999年、当時の熊本県知事であった福島譲二に福祉関連政策のブレーンとして副知事に抜擢される。民間登用の女性副知事として、にわかに県民の注目を浴びていたところ、翌2000年2月25日に福島知事が急死。同月には大阪府で太田房江が当時、日本初の女性知事として当選しており、「女性知事」という存在は県民の間でも極めてタイムリーに認識されていた。同年4月に実施された熊本県知事選に、自民党県連や女性団体からの出馬要請を受けて立候補を表明。福島前知事の抜擢人事と大阪府の日本初の女性知事誕生という2つの極めて強い支持材料を背景に、次点候補に7万票あまりの差をつけ、県知事に初当選した。
手堅く県政を運営し、2003年には産学官連携分野で規模と栄誉の大きい産学官連携功労者表彰文部科学大臣賞を地域の産業振興に関する「超精密半導体計測技術の開発」で受賞。2004年の知事選においては、投票率38.67%という熊本県知事選史上最低の投票率（当時）のなか、県民世論の分かれたハンセン病元患者宿泊拒否事件での強権的な対応などで一部の支持を失い、支持組織の一切ない無名新人候補に約7万票を奪われるものの、再選を果たした。
川辺川ダム問題では福島前知事は建設推進の姿勢を示していたが、最後まで中立的な姿勢を通した。また、水俣病対策では熊本県の加害責任を断罪した最高裁判決が「狭い」と指摘した患者認定基準の見直しを拒否しつつ、水俣病被害者の救済を国に求めていた。
2007年12月6日、「三期目をやれば燃え尽きてしまい、体が持たない」として2008年3月23日投開票の知事選に立候補せず、2期8年で勇退することを正式表明した。
不出馬決断の一因として、川辺川ダム問題で中立的な立場をとる自らと、推薦の立場をとる自民党との関係を考えたときに限界を感じた事を示唆した。
自民党と公明党の推薦を取り付け、女性団体やその他グループの支援態勢を築いてきたが川辺川ダム建設に対する消極的な姿勢に代表されるどっちつかずの態度に対して、自民党の批判が強まり三選出馬を牽制する動きも表面化していた。この自民党離れが、三選出馬を断念させる一因であったともいわれる。
退任後は恩賜財団済生会の会長に、女性として初めて就いた。
2022年11月3日、秋の叙勲において、旭日重光章を受章した。
2024年3月28日、潮谷愛一と夫婦で公益財団法人石井十字顕彰会から、慈愛園の運営等を通じて児童福祉や人権啓発に貢献したことが評価され「石井十字賞」を受賞された。
2024年10月21日、銀座教会にて第55回キリスト教功労者顕彰式にて、『幸せなら手をたたこう』を作詞した木村利人と古代ローマ史研究の松本宣郎と並んでキリスト教文化に関わる教育・福祉・医療・社会事業・文化活動等の分野で優れた功労として顕彰を受けた。

## 略歴
- 1962年 - 佐賀県社会福祉主事
- 1964年 - 大分県社会福祉主事
- 1972年 - 慈愛園乳児ホーム勤務
- 1999年 - 熊本県副知事
- 2000年 - 熊本県知事に就任
- 2004年 - 熊本県知事に再選（無所属、自民党・公明党推薦）
- 2008年 - 熊本県知事を退任、熊本県立大学客員教授
- 2009年 - 長崎国際大学の学長に就任
- 2012年 - 長崎国際大学の学長を退任
- 2012年 - 学校法人日本社会事業大学の理事長に就任
- 2017年 - 学校法人日本社会事業大学の理事長を退任
- 2018年 - 社会福祉法人慈愛園の理事長に就任
- 2021年 - 社会福祉法人慈愛園の理事長を退任
- 2022年 - 社会福祉法人恩賜財団済生会の会長に就任

## 著書

### 共著
- 1993年 - 潮谷義子，潮谷愛一【著】『心の誕生　心を考える１　幼児期』日本基督教団出版局
- 2016年 - 女政のえん 【編】『首長たちの挑戦　―女が政治を変える―』世織書房

### 編著
- 2017年 - 一瀬文秀 【著】『潮谷義子聞き書き　命を愛する　人は生きているだけで価値がある』西日本新聞社